# Ocosia fasciata
Ocosia fasciata és una espècie de peix pertanyent a la família dels tetrarògids i a l'ordre dels escorpeniformes.

## Descripció
Fa 6 cm de llargària màxima. 14-16 espines i 7-9 radis tous a l'única aleta dorsal. 3 espines i 4-6 radis tous a l'anal. 26-29 vèrtebres. Absència d'espines a les superfícies laterals de l'os lacrimal i del primer os suborbital. Membranes de l'aleta dorsal força feses. Origen de l'aleta dorsal al o per darrere del nivell del marge posterior dels ulls. Línia lateral contínua i amb 13-18 escates. 5-10 branquiespines a la part superior i 2-4 a la inferior. Absència d'aleta adiposa. Aletes pectorals amb cap espina i 11-13 radis tous.

## Alimentació
El seu nivell tròfic és de 3,14.

## Hàbitat i distribució geogràfica
És un peix marí, demersal (entre 77 i 254 m de fondària) i de clima temperat, el qual viu al Pacífic nord-occidental: les vores continentals del mar de la Xina Meridional, la mar Groga, el Japó i Taiwan.

## Observacions
És inofensiu per als humans i el seu índex de vulnerabilitat és baix (24 de 100).